# Тезавровский, Иван Сергеевич
Иван Сергеевич Тезавровский (1871, Ливны — 1941, Москва) — русский и советский музыковед, композитор, контрабасист, фольклорист, музыкальный педагог.

## Биография
Иван Тезавровский родился 6 (18) января 1871 года в городе Ливны Орловской губернии в семье священника. После окончания Ливенского духовного училища отправился в Москву. В 1892 окончил Музыкально-драматическое училище Московского филармонического общества (класс композиции П. И. Бларамберга, теории музыки А. А. Ильинского, контрабаса О. О. Рамбоусека). С 1894 года — артист оркестра Большого театра. Занимался собиранием и изучением музыкального фольклора. Стал одним из видных нотировщиков и текстологов. С 1901 года состоял членом Музыкально-этнографической комиссии. Обработки народных песен и записи Тезавровского звучали на «Этнографических концертах» Музыкально-этнографической комиссии. Некоторые записи вошли в «Школьный сборник народных песен» (М., 1910). Среди наиболее значимых достижений Тезавровского — нотации более 150 былин, которые были записаны в 1901 году А. Д. Григорьевым с помощью фонографа на реках Пинега, Кулой и Мезень. Он также выполнил расшифровку более 100 песен Орловской и Воронежской губерний, зафиксированных М. Е. Пятницким (в книге «Концерты М. Е. Пятницкого с крестьянами». М., 1914). Пытался точно отразить в нотах интонационные и ритмические особенности фонограмм русского музыкального фольклора.
В 1907—1917 годах преподавал контрабас в Народной консерватории. С 1920 работал в Этнографическом отделе МУЗО. В 1922—1930 годах — научный сотрудник этнографической секции Государственного института музыкальной науки, преподавал на этнографических курсах института. В 1930—1941 годах — преподаватель контрабаса в Музыкальном училище имени Октябрьской революции.
Иван Тезавровский скончался 3 ноября 1941 года в Москве.

## Сочинения
- 6 детских песен для одного голоса (или унисонного хора) с фортепиано на народные слова. СПб. 1903
- Поездка в Пермскую губернию с музыкально-этнографическою целью летом 1901, с прилож. 14 напевов // Труды Муз. этнографической комиссии. — М., 1906. — Т. 1.